# Ceratinella ornatula
Ceratinella ornatula là một loài nhện trong họ Linyphiidae. Chúng được Crosby & Bishop miêu tả năm 1925.

## Phân loài
- Ceratinella ornatula alaskana Ralph Vary Chamberlin, 1949